# 西方寺 (京都市右京区)
西方寺（さいほうじ）は、京都府京都市右京区常盤出口町にある浄土宗の寺院。山号は入逢山。本尊は阿弥陀如来（あみだにょらい）。開基（創立者）は宇都宮頼綱。

## 歴史
西方寺は、1259年（正元元年）、当時既にあった寺（西明寺とされる）の境内に、法然に帰依して出家した宇都宮氏第5代当主宇都宮頼綱（実信房蓮生）が念仏堂を建て、西方寺と呼んだことに始まるとされる。宇都宮頼綱は関東・宇都宮にあって鎌倉幕府に仕える御家人であったが、北条氏との政権抗争に巻き込まれ、謀反の嫌疑をかけられたのを機に折から熊谷直実（蓮生）の勧めで入信していた法然の元で出家し、京に隠遁した人物である。京では藤原定家と懇意になり、定家の子の為家に娘を嫁がせ姻戚関係を結んだ。
応仁の乱の際は、焼失した仁和寺の寺基が当寺に移されたといわれる。
- 1017年（寛仁元年）8月 - 敦明親王、皇太子を辞し小一条院としてこの地にて隠棲する。
- 1259年（正元元年）- 宇都宮頼綱（実信房蓮生）が建立した念仏堂を西方寺と称す。
- 1467年（応仁元年）- 応仁の乱により御室仁和寺の伽藍が全焼、寺基をこの地に移す。
- 1634年（寛永11年）- 仁和寺の再建に伴い寺基を移す。
- 1940年（昭和15年）- 奈良時代の土器と平安時代～鎌倉時代の瓦が出土。
- 2005年（平成17年）- 山門が落成。

## アクセス

### バス
- JR京都駅北口から 京都市交通局　75番山越中町行き乗車30～40分、「太秦映画村道」下車徒歩3分。

### 徒歩
- 京福電鉄北野線常盤駅から徒歩15分
- 京福電鉄嵐山線太秦駅から徒歩15分